# 루이사 애덤스

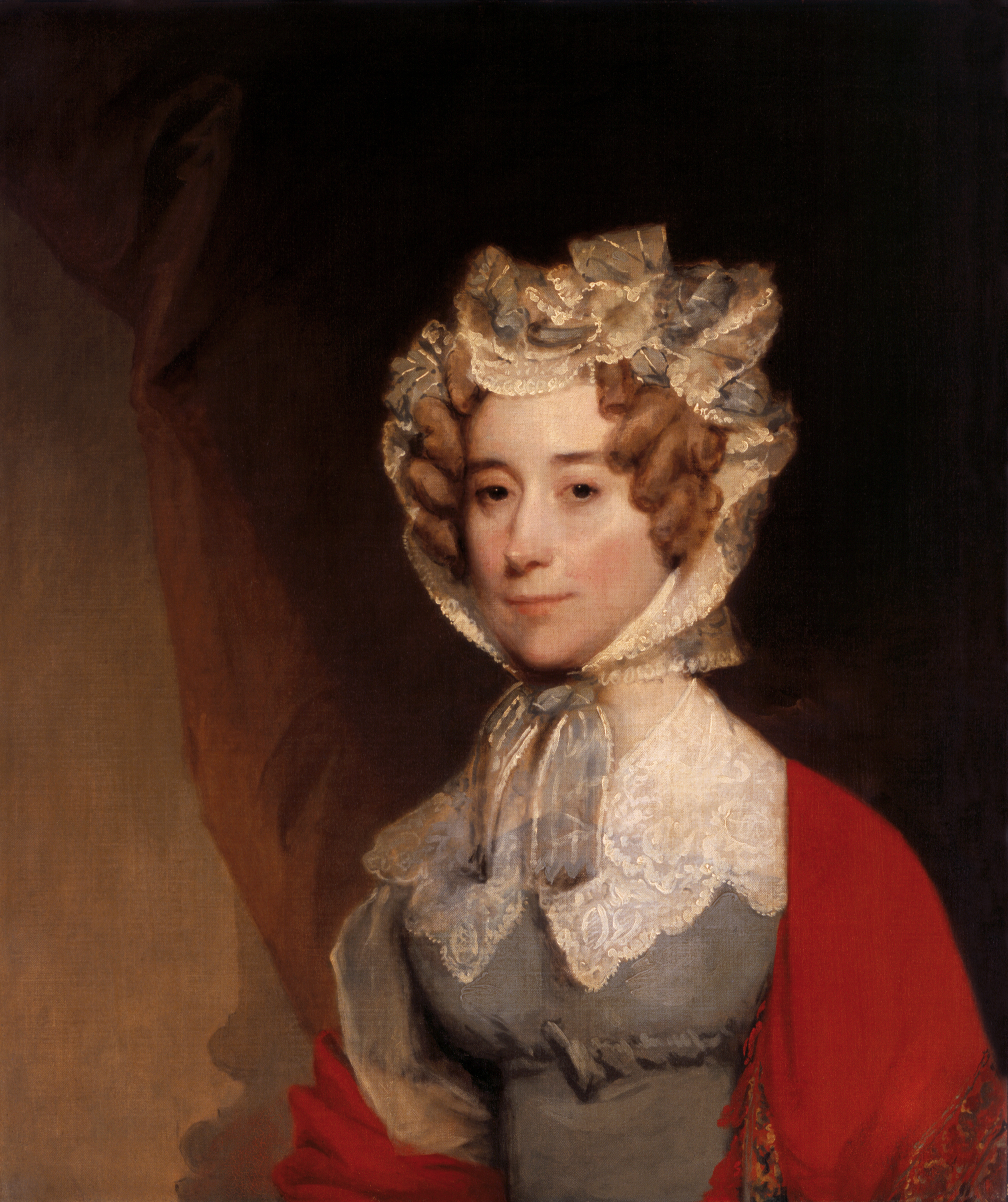
길버트 스튜어트의 초상화(1821~1826년 경)

루이사 애덤스(Louisa Adams, 본명: 루이사 캐서린 애덤스, 성씨는 존슨, 1775년 2월 12일 ~ 1852년 5월 15일)는 존 퀸시 애덤스 대통령 재임 기간인 1825년부터 1829년까지 미국의 대통령 배우자였다.
잉글랜드에서 태어나 프랑스에서 자랐다. 아버지는 미국의 영향력 있는 상인이었으며, 그녀는 저명한 미국인들에게 정기적으로 소개되었다. 그녀의 가족이 영국으로 돌아온 후, 그녀는 1795년에 존 퀸시 애덤스를 만났고, 두 사람은 미약한 연애를 시작했다. 그들은 1년 동안 약혼한 뒤 1797년에 결혼했고, 의견 차이와 성격 갈등으로 결혼을 시작했다. 그녀는 남편의 프로이센 외교 임무에 합류했으며 그곳에서 프로이센 궁정에서 인기를 얻었다. 미국으로 돌아온 뒤 그녀의 남편은 상원의원이 되었고 그녀는 세 아들을 낳았다. 존은 1809년에 러시아 제국의 장관으로 임명되었고, 루이사의 뜻에 반하여 두 아들 없이 러시아로 여행을 떠났다. 그녀는 궁정에서 다시 인기를 얻었지만 특히 1812년 어린 딸이 사망한 이후 러시아에서 사는 것을 싫어했다. 존이 겐트 조약을 협상하는 동안 그녀는 1년 동안 러시아에서 혼자 살았다. 1815년에 그녀는 전쟁으로 피폐해진 유럽을 횡단하는 위험한 40일 여행을 떠났다.
애덤스 가족은 영국에서 2년 동안 살았다가 존이 국무장관으로 임명되었을 때 미국으로 돌아왔다. 루이사는 저명한 내각의 아내가 되었고 정기적으로 자신의 집에 중요한 손님을 초대했다. 그녀는 남편의 1824년 대선 출마를 위한 인맥을 구축하여 그의 승리를 가능하게 하기 위해 노력했다. 그녀는 백악관에서 만족하지 못했고, 그곳에서 은둔하게 되었고 남편과 멀어졌다. 대신 그녀는 글쓰기, 희곡, 에세이, 시, 자서전 제작에 전념했다. 그녀는 남편이 재선에서 패하자 은퇴를 원했으나 남편이 미국 하원의원에 당선됐다. 그녀는 정치에 더욱 적극적인 관심을 갖고 노예폐지론과 사회 여성의 더 큰 권리를 지지했다. 그녀는 1848년에 미망인이 되었고, 1849년에 뇌졸중으로 인해 거동이 제한되었다. 그녀는 1852년 5월 15일 77세의 나이로 세상을 떠났고 의회는 그녀의 장례식을 연기했다. 여성이 이런 방식으로 영예를 얻은 것은 처음이었다.
그녀는 멜라니아 트럼프가 영부인이 된 2017년까지 미국의 유일한 외국 태생 영부인이었다. 영부인으로서의 그녀의 임기는 그녀의 은둔 생활과 당시 그녀가 보관한 제한된 기록으로 인해 그녀의 삶의 다른 부분만큼 잘 연구되지 않았다. 그녀는 역사가들에 의해 일반적으로 영부인 중 상반부로 평가된다.